# Siedlung Frankfurter Berg
Die Siedlung Frankfurter Berg befindet sich im Frankfurter Stadtteil Frankfurter Berg und wird begrenzt durch die Homburger Landstraße im Osten, die Main-Weser-Bahn im Norden, die Bundesautobahn 661 im Westen und Kleingärten im Süden. Sie besteht aus dem historischen Siedlungskern der 1930er Jahre, der westlich anschließenden sogenannten Bizonalen Siedlung aus den späten 1940er Jahren und weiteren Siedlungsbauten im Südwesten aus den 1950er Jahren. Das ab den späten 1960er Jahren mit Hochhäusern bebaute Gebiet östlich der Homburger Landstraße wird als Siedlung Berkersheimer Weg bezeichnet. 

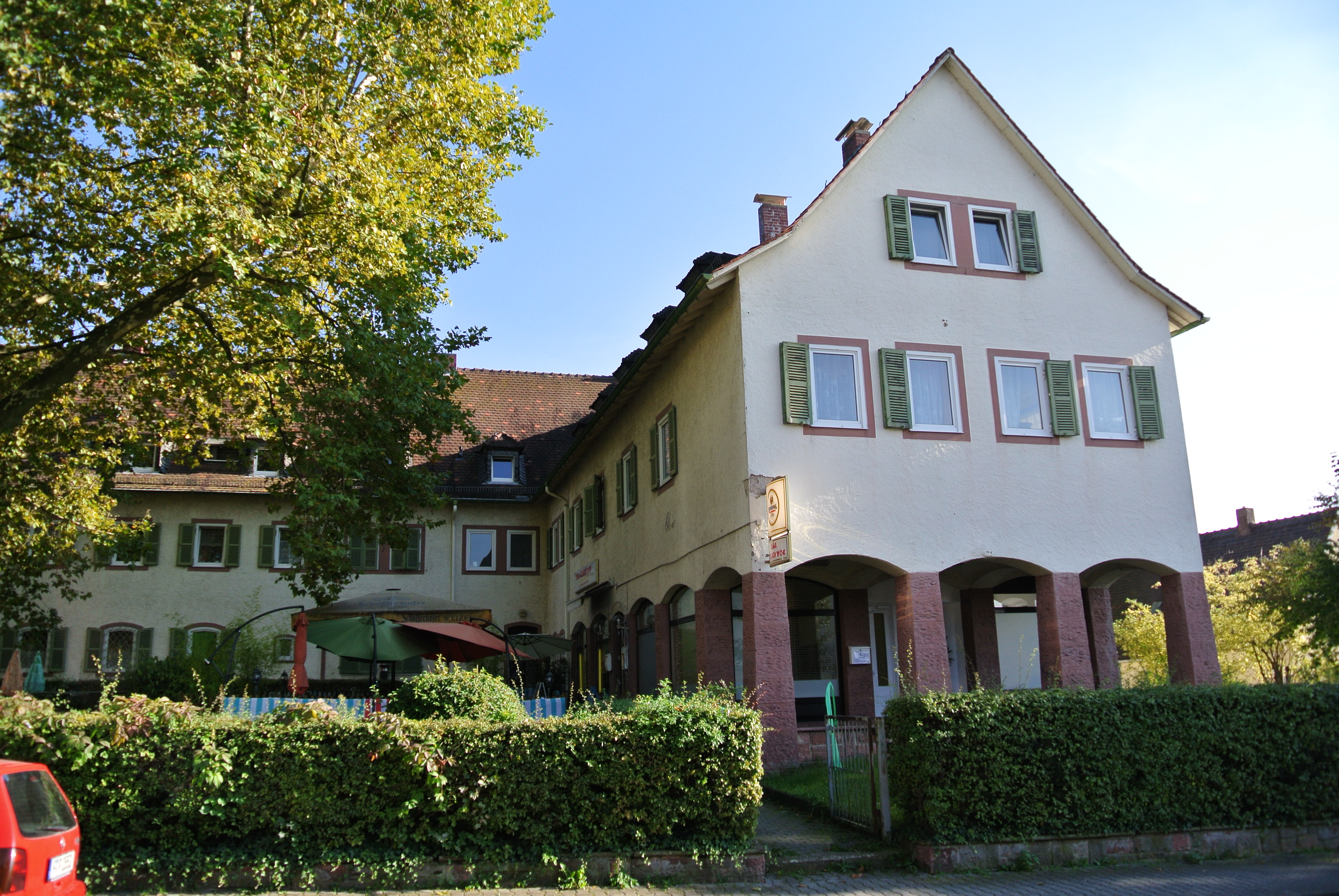
Siedlung Frankfurter Berg, Gebäude an der Homburger Landstraße

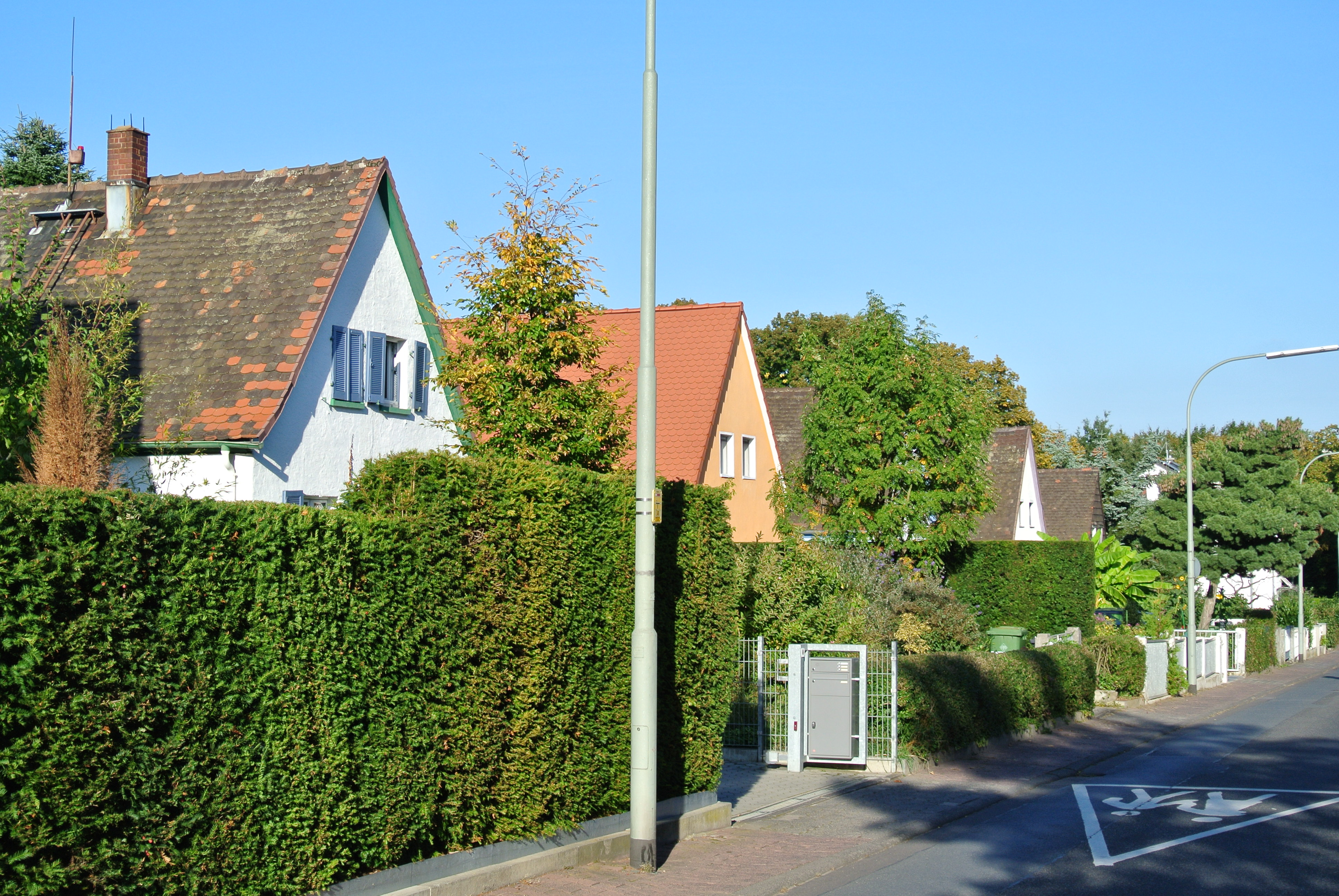
Siedlung Frankfurter Berg, 1930er-Bebauung

## Entstehung und Entwicklung

### Arbeitersiedlung
Auf der Anhöhe Frankfurter Berg etwa 1,5 km abseits bestehender Ortsteile entstand von 1935 bis 1937 westlich der Homburger Landstraße und nördlich der Kaiser-Wilhelm-Kaserne eine Arbeitersiedlung. Die Gemeinnützige Wohnungs- und Siedlungsbaugesellschaft schuf insgesamt 310 Wohnungen als Heimstätten nach dem Reichsheimstättengesetz, die meisten davon in Einfamilienhäusern. 
Beidseits der neu angelegten Straßen Hagebuttenweg, Holunderweg, Fliederweg, Ginsterweg, Lupinenweg und Schlehenweg bildete man Baugrundstücke. Darauf wurden freistehende, eingeschossige Häuser mit Satteldach errichtet. Die Größe der Grundstücke erlaubte Gärten, die auch zur Selbstversorgung geeignet waren. Lediglich am östlichen und westlichen Rand der Siedlung entstanden einige zweigeschossige Mehrfamilienhäuser. Eine Straßenaufweitung ähnlich einem Anger wurde an der Einmündung von Holunder- und Schlehenweg geschaffen. 
Die steilen Satteldächer geben den Häusern ein traditionelles Erscheinungsbild. Gestaltelemente wie der typische Knick der Dachneigung im Traufbereich des Sparrendachs, Sprossenfenster mit Klappläden und Fensterstürze in Form eines Segmentbogens charakterisierten die Gebäude. 
Im Laufe der Zeit sind die meisten Häuser um- und angebaut oder neu errichtet worden, sodass sie heute zwei Geschosse und eine größere Grundfläche aufweisen. Die zweigeschossigen Gebäude entlang des Fliederwegs werden seit dem Jahr 2005 von der Gemeinnützigen Wohnungsbaugesellschaft Hessen durch dreigeschossige Neubauten mit zeitgemäßen Wohnungen ersetzt. Das ursprüngliche Erscheinungsbild der Siedlung ging weitgehend verloren. 

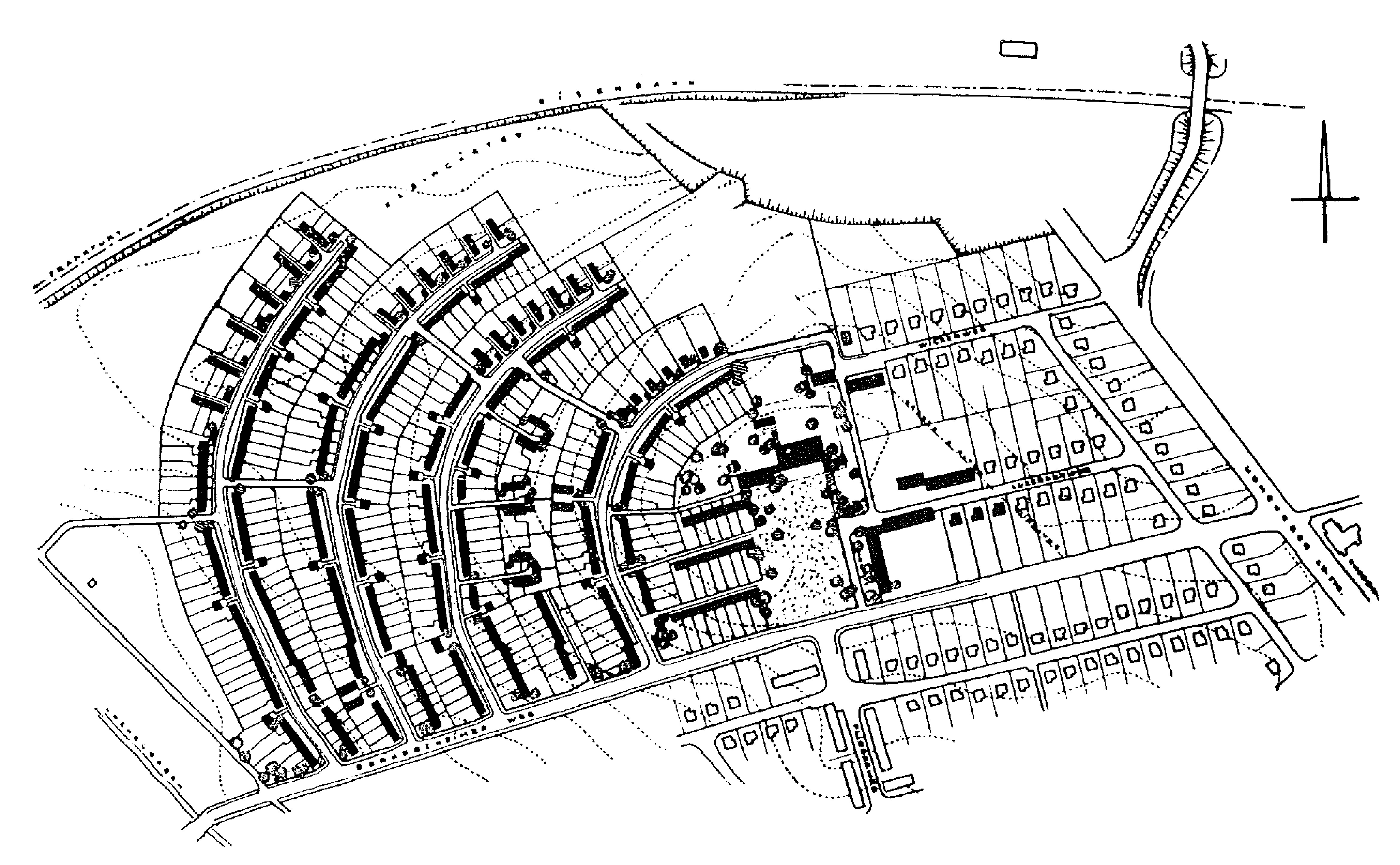
Siedlung Frankfurter Berg, Teil Bizonale Siedlung, Plan von Herbert Boehm

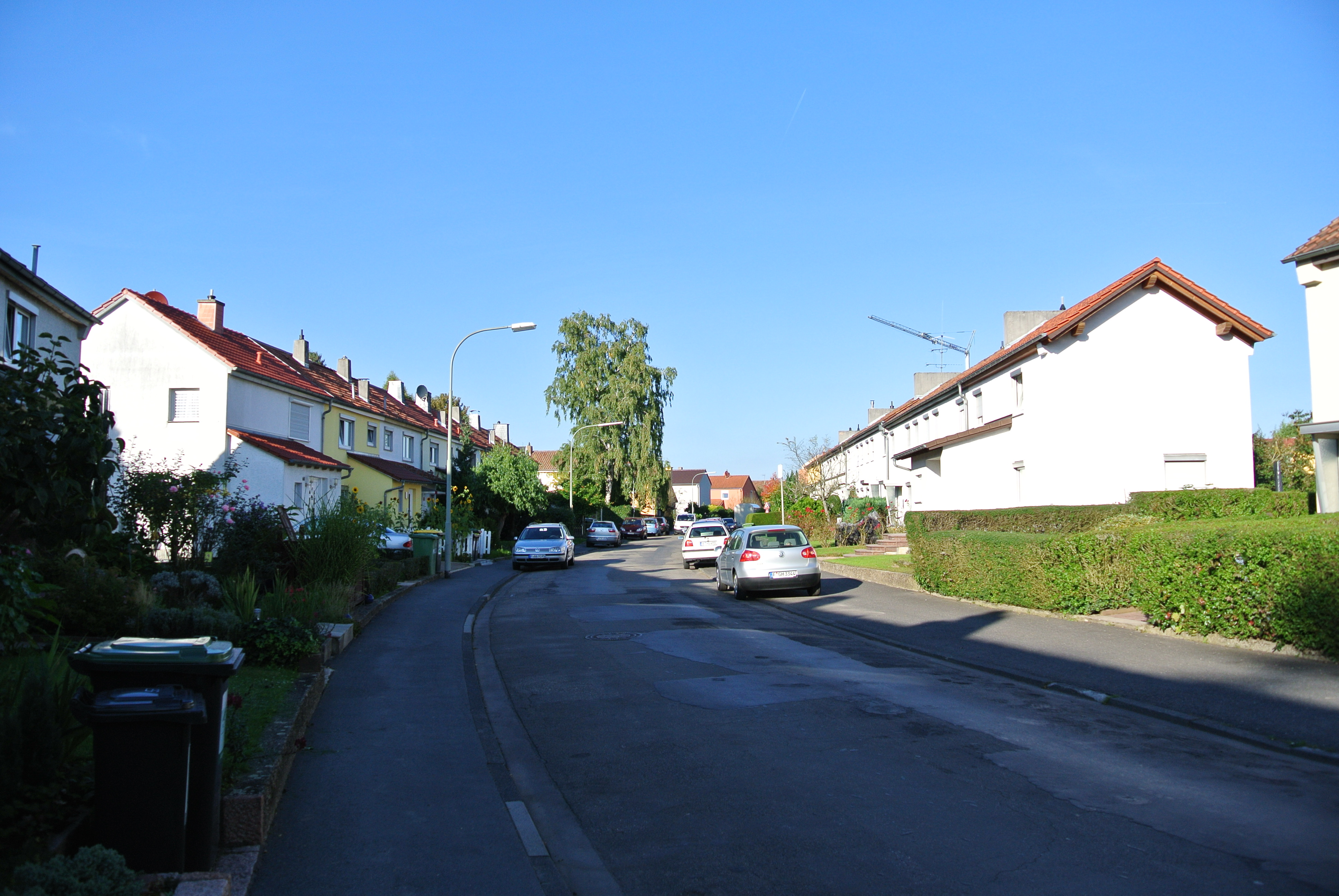
Siedlung Frankfurter Berg, Bizonale Siedlung, straßenbegleitende Bebauung

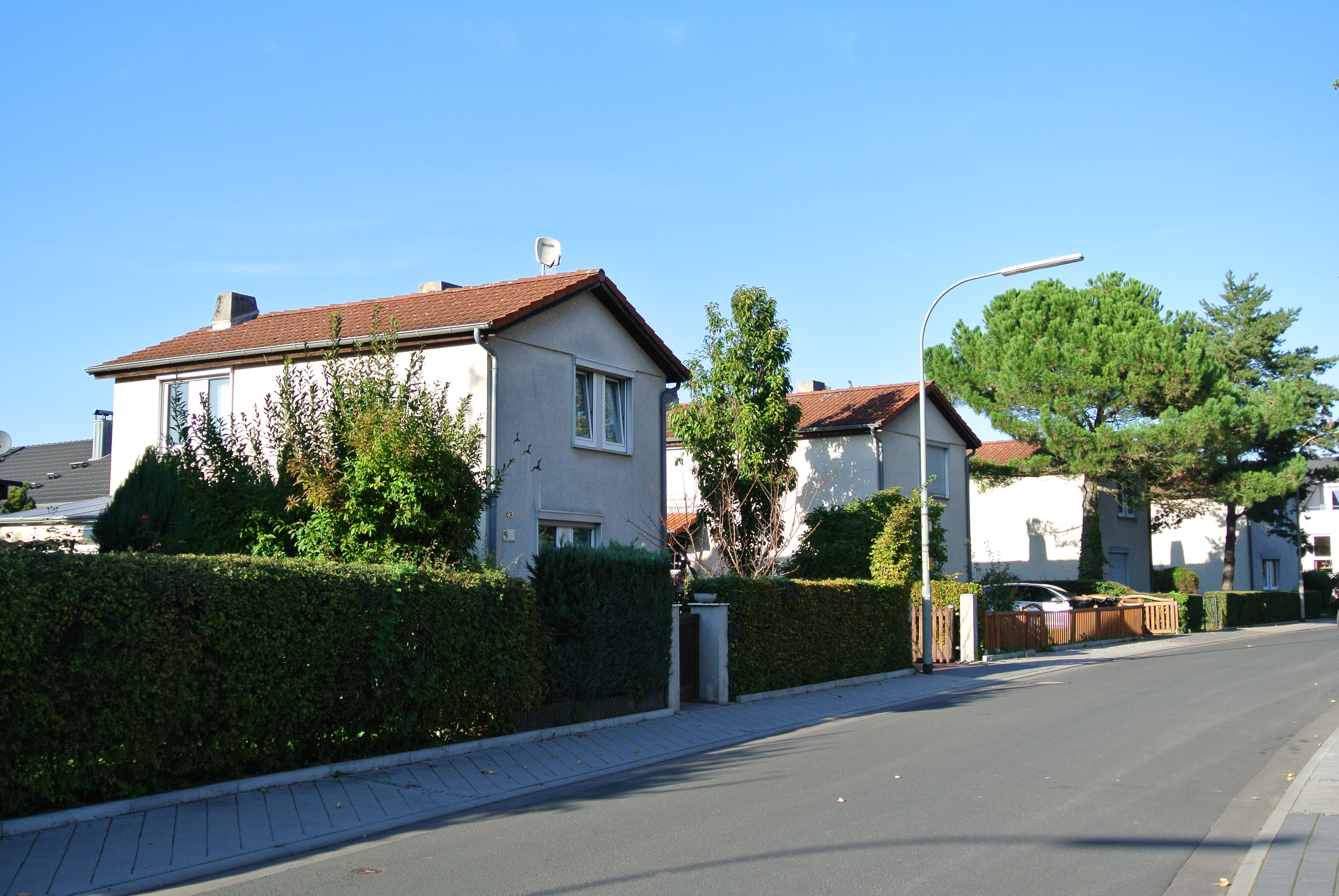
Siedlung Frankfurter Berg, Bizonale Siedlung, Zeilenbauten

### Bizonale Siedlung
Nach dem Ende des Zweiten Weltkriegs schufen die amerikanische und die britische Militärregierung in Frankfurt den Wirtschaftsrat des Vereinigten Wirtschaftsgebietes der sogenannten Bizone. Weil Frankfurt dadurch zu einem aussichtsreichen Kandidaten für die Wahl zur Bundeshauptstadt wurde, richtete man die Stadtentwicklung darauf aus und plante unter anderem eine neue Siedlung auf dem Frankfurter Berg. Sie sollte Wohnraum für die möglicherweise hinzuziehenden Bundesbeamten schaffen. Insgesamt 340 Wohnungen baute die Frankfurter Siedlungsgesellschaft ab dem Jahr 1948. Die städtebauliche Konzeption des Architekten Herbert Boehm orientiert sich an den Ideen Ernst Mays für die Siedlung Römerstadt. In Viertelkreisen folgen die straßenbegleitenden Reihenhauszeilen dem Höhenverlauf des Frankfurter Bergs. Sie sind erschlossen über die Straßen Wickenweg, Weißdornweg, Rotdornweg und Ebereschenweg, die vom Berkersheimer Weg nach Norden abzweigen. Mit sechs bis zehn Häusern je Reihe entstanden fünfzig bis achtzig Meter lange straßenbegleitende Zeilen. Nur am nördlichen Rand der Siedlung bilden quer zu den Straßen angeordnete sechzehn bis vierundzwanzig Meter lange Zeilenbauten den Übergang zur Landschaft des Niddatals. Die tiefen Gärten sind im rückwärtigen Bereich über schmale Wege erreichbar. An der Schnittstelle zur Arbeiterkolonie wurden eine Grünanlage und soziale Einrichtungen angeordnet. Dort befinden sich die Bethanienkirche nebst Gemeinderäumen und Kita sowie die Albert-Schweitzer-Schule. Eine zweite Grünfläche wurde am westlichen Siedlungsrand angelegt.
Ein weiterer Bezug zu Ernst Mays Konzeption ist die Verwendung von Fertigteilen. Die Architekten der Häuser am Frankfurter Berg, Johannes Krahn und Alfons Leitl, verwendeten für den Bauabschnitt am Wickenweg vorgefertigte Holztafeln in einem Raster von einem Meter. Dadurch konnte die Bauzeit verkürzt werden. Sie entwarfen schlichte zweigeschossige Reihenhäuser mit leicht geneigten Satteldächern. Die Grundfläche der Häuser haben eine Tiefe von nur fünf und eine Breite von acht bis vierzehn Metern. Um im Brandfall einen Feuerüberschlag zu verhindern, besteht die Grenzwand aus Stein und tritt aus der Fassade hervor. Die Fenster der Wohnräume sind als liegendes Format gestaltet. Aufgrund des beengten Raumangebots sind viele Häuser zwischenzeitlich im rückwärtigen Bereich angebaut worden.

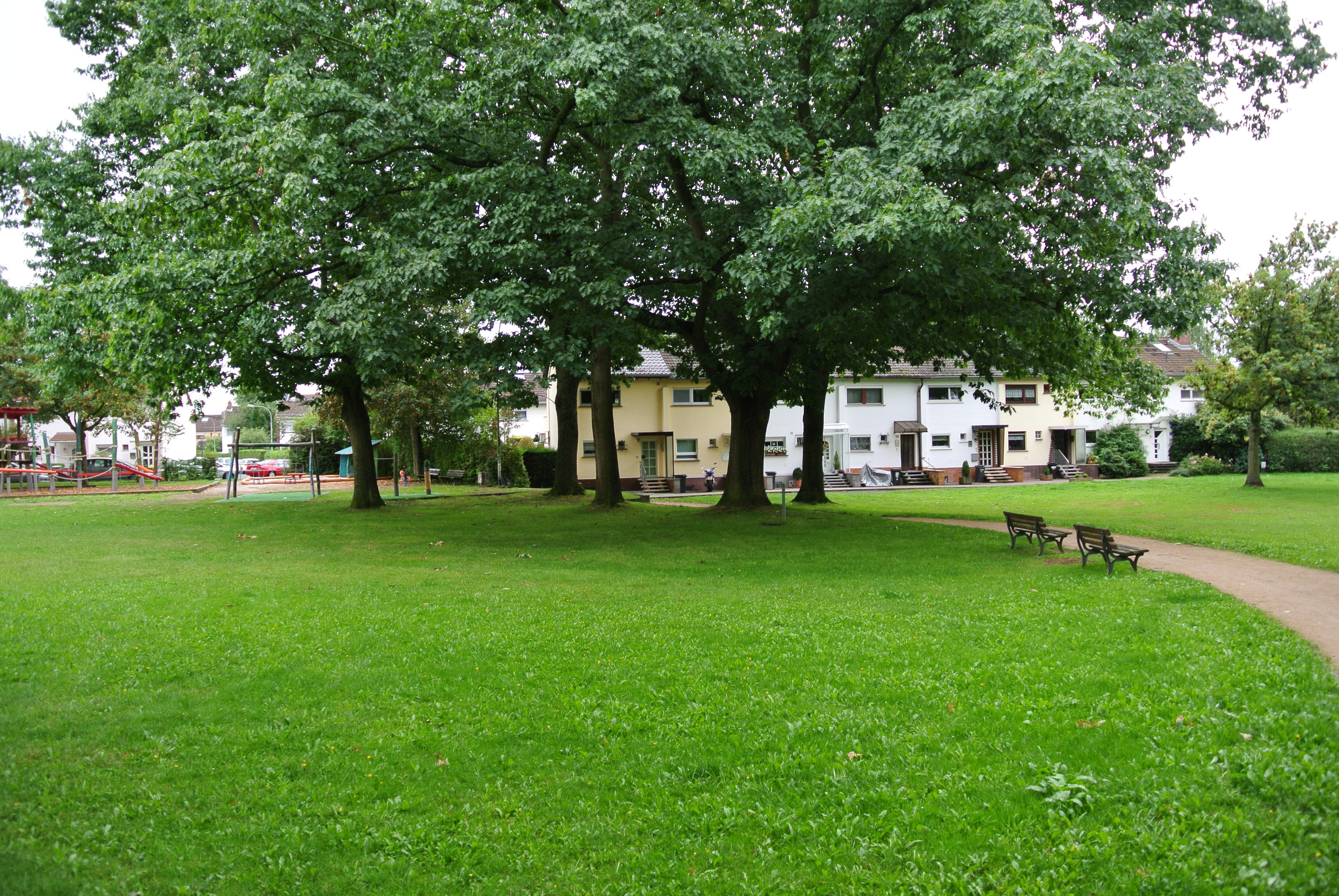
Siedlung Frankfurter Berg, Bereich der 1950er Jahre, Grünanlage Holunderweg

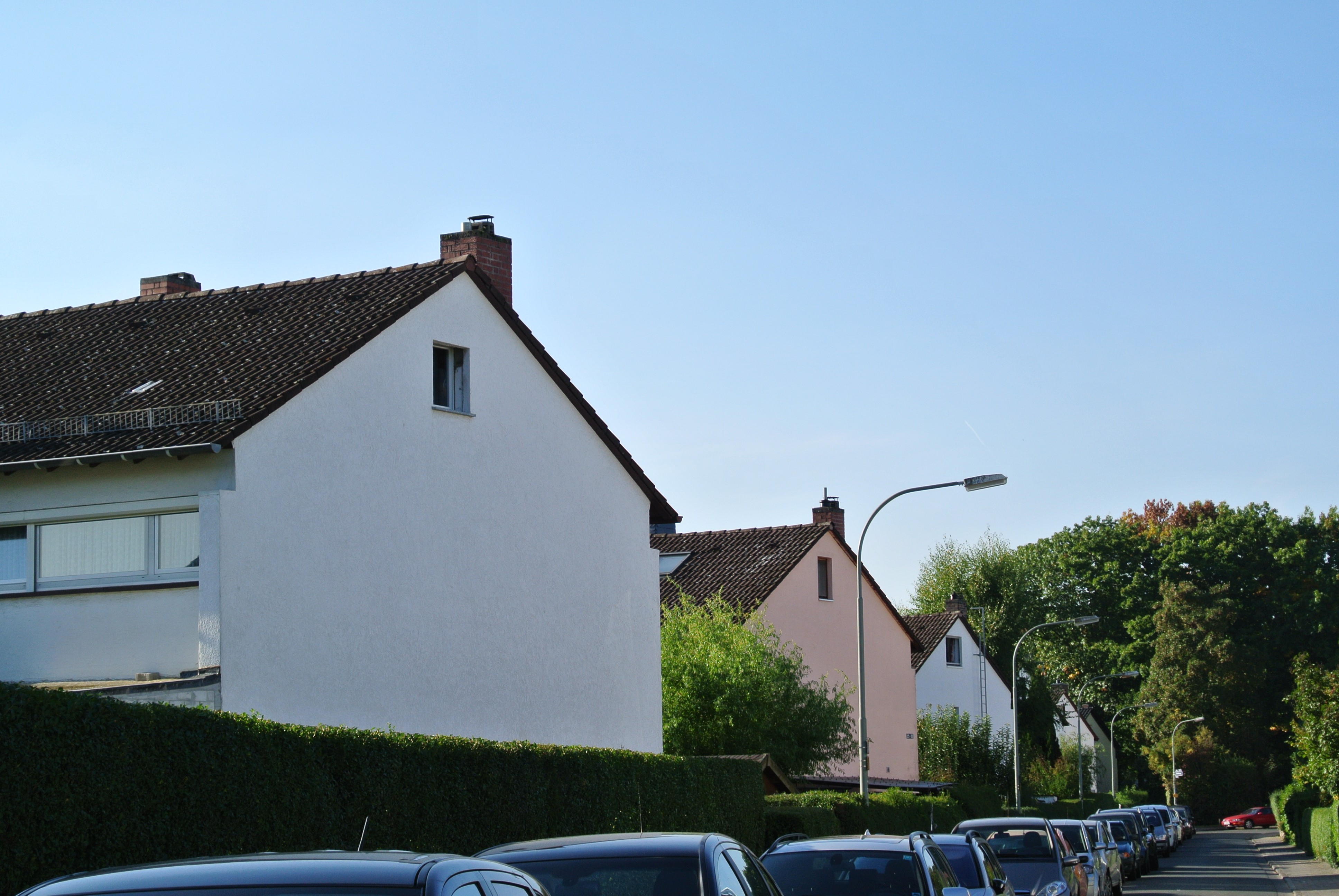
Siedlung Frankfurter Berg, Bebauung der 1950er Jahre

### Wohngebiet der 1950er Jahre
Die südlich des Berkersheimer Wegs gelegene Fläche wurde ab 1953 mit etwa 300 Wohnungen, davon rund 230 Einfamilienhäuser, bebaut. Die städtebauliche Konzeption stammt wiederum von Herbert Boehm. Sie unterscheidet sich jedoch dahingehend, dass die Gebäude quer zur Straße und nicht begleitend angeordnet sind. Dadurch entsteht ein anderer städtebaulicher Raumeindruck. Ein weiteres Kennzeichen ist die große Grünanlage in der Mitte der Siedlung, die eine Rollschuhbahn und einen Spielplatz umfasst. Darum gruppieren sich zweigeschossige Zeilenbauten, die sich aus je sechs bis acht Reihenhäusern zusammensetzen. Lediglich am Ligusterweg befinden sich dreigeschossige Mehrfamilienhäuser. Die Reihenhauszeilen sind ausschließlich über Wohnwege erschlossen. Die Gebäudeentwürfe stammen wiederum von Johannes Krahn. Ihr Grundriss weist im Gegensatz zu den Häusern der Bizonalen Siedlung eine große Tiefe und eine schmale Breite auf. 
In den 1980er Jahren wurden am südwestlichen Rand der Siedlung entlang des Azaleenwegs etwa 75 weitere Reihenhäuser errichtet. Seit dem Jahr 2000 entstehen im Nordosten An der Lindenallee zahlreiche weitere Wohngebäude.
Während der ersten Siedlungstätigkeit, einem Zeitraum von zwanzig Jahren, sind rund 950 Wohnungen auf einer etwa 50 Hektar großen Fläche errichtet worden. Seit den 1980er Jahren wurden weitere Wohnungen gebaut. Die heute insgesamt 1100 Wohnungen werden von etwa 2100 Personen bewohnt (Stand: 2008). 
Die Siedlung Frankfurter Berg ist über den Bahnhof Frankfurter Berg an das S-Bahn-Netz und über mehrere Buslinien an das übrige Netz des öffentlichen Personennahverkehrs angebunden. Über die Homburger Landstraße erreicht man nach rund einem Kilometer die Anschlussstelle Eckenheim zur Bundesautobahn 661.